# كودي كوكي
كودي كوكي (بالإنجليزية: Cody Cooke)‏ هو لاعب كرة قدم بريطاني في مركز الهجوم، ولد في 2 مارس 1993 في ترورو في المملكة المتحدة. لعب مع نادي سانت ميرين.

## وصلات خارجية
- كودي كوكي على موقع قاعدة بيانات كرة القدم.إي يو (الإنجليزية)
- كودي كوكي على موقع Soccerbase.com (لاعب) (الإنجليزية)
- كودي كوكي على موقع Soccerway.com (الإنجليزية)